# Zilverparkkade

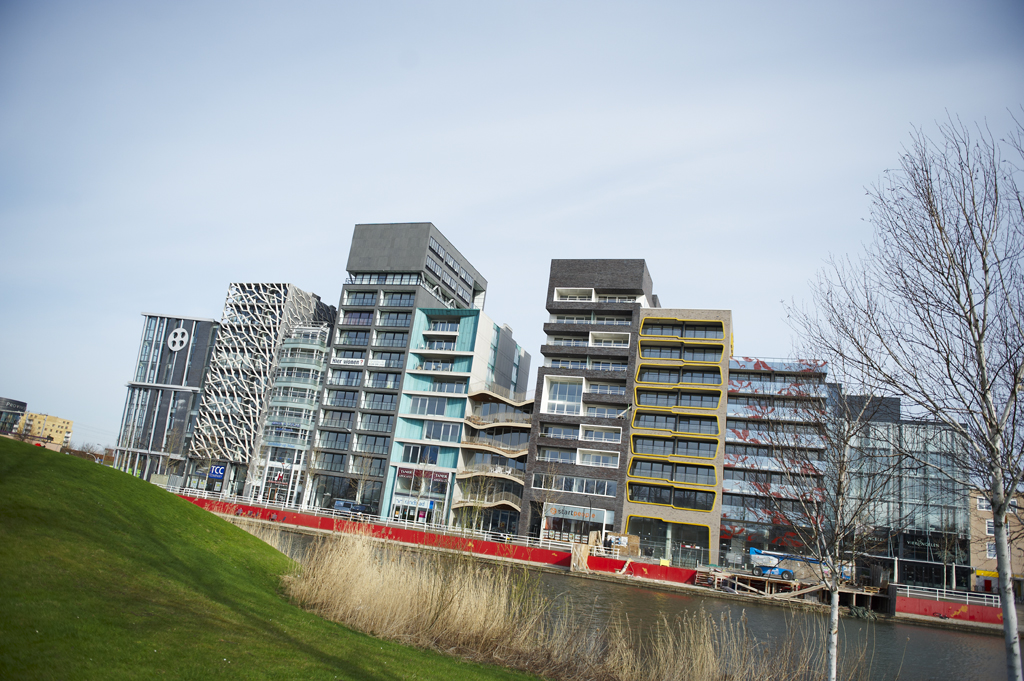
Zilverparkkade

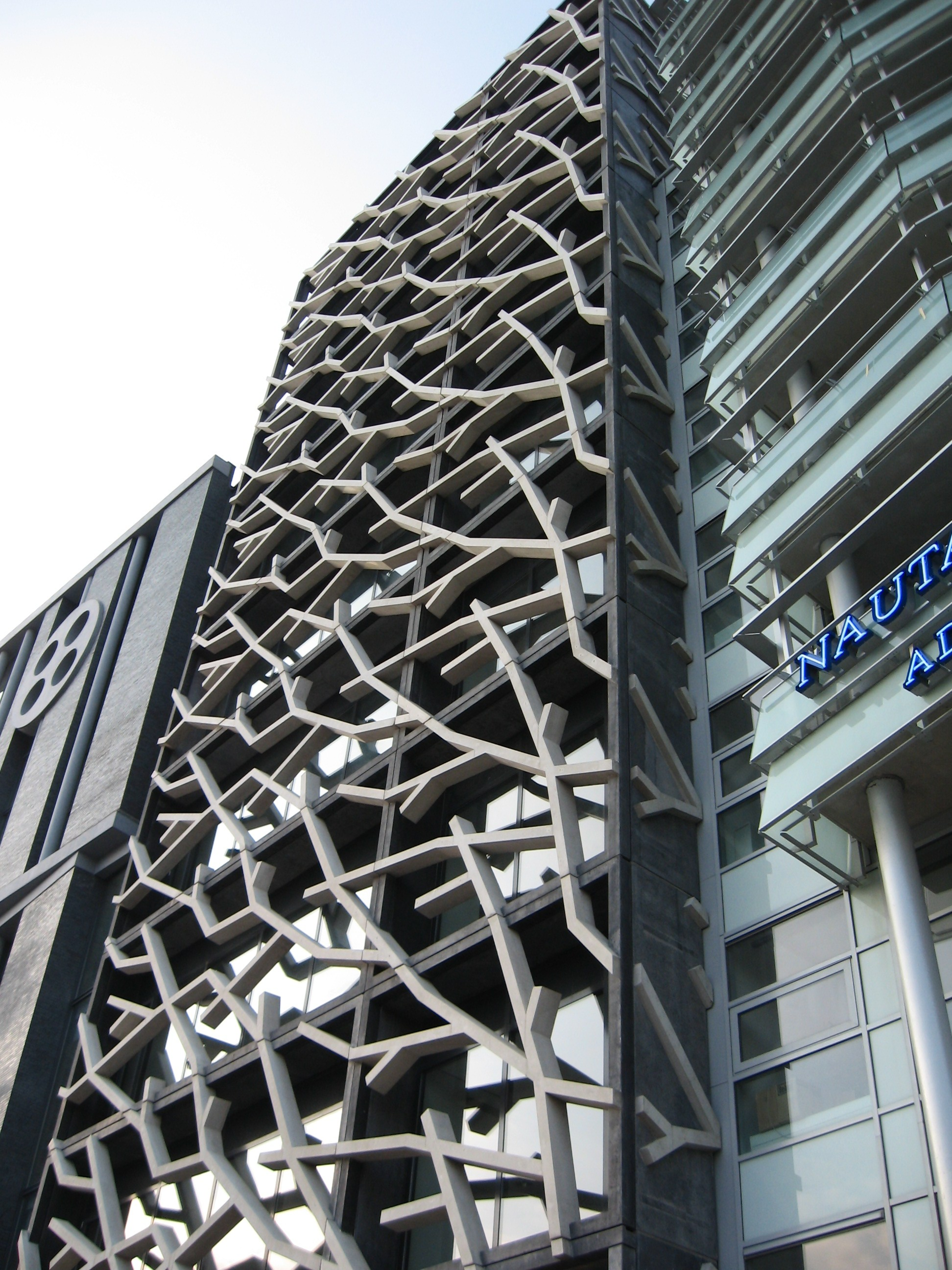
Van Zuuks Dominor

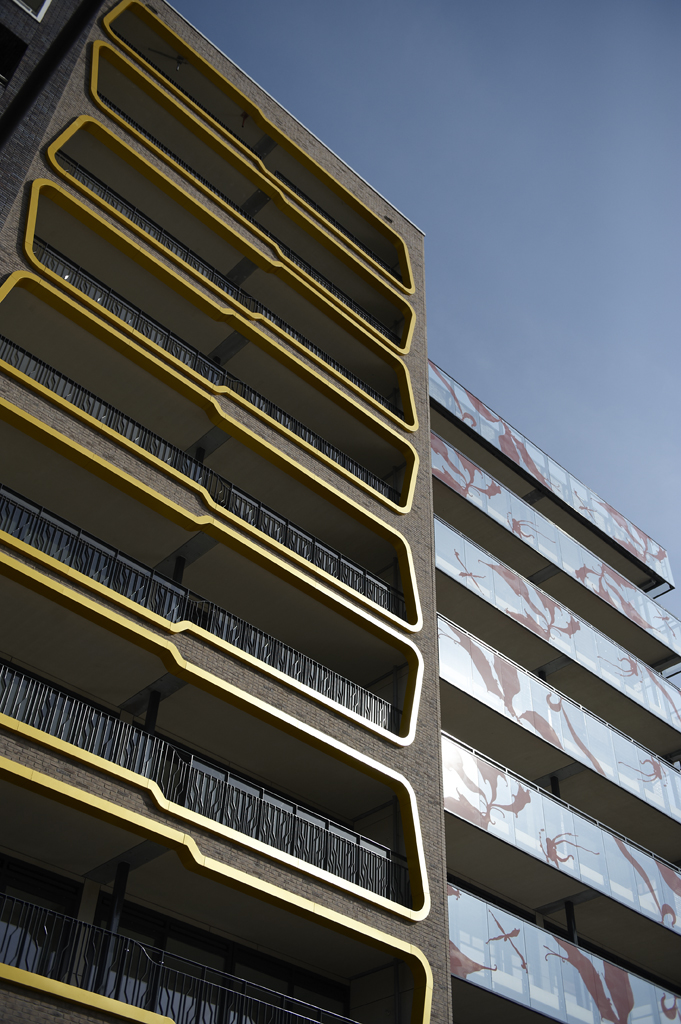
Jocator en Klusor

De Zilverparkkade is een aaneengesloten rij gebouwen van diverse architecten en uiteenlopende stijl in Lelystad.

## Vernieuwing stadshart
Lelystad is een stad die volgens het modernistische gedachtegoed is opgezet. Het centrum van Lelystad werd gekenmerkt door grote, enigszins identiteitsloze panden. Daarnaast was het centrum ook met de "rug" naar de omliggende dreven gebouwd. Landschapsarchitect Adriaan Geuze, de supervisor van het stadsvernieuwingsproject, heeft deze situatie willen doorbreken. Zowel de appartementen en kantoorpanden aan de Zilverparkkade als het nieuwe Agoratheater zijn gericht naar de omringende weg. Hierdoor krijgt het centrum een herkenbaarder gezicht. Er wordt gebroken met de modernistische traditie. De Zilverparkkade is te beschouwen als een ontwerp met een lichtvoetige verwijzing naar de grachtenpanden in Amsterdam. Referenties daaraan zijn de kleine kavels, de straatgerichte gevels en de verspringende dakhoogtes. Er is een mini-skyline ontstaan zoals die bijvoorbeeld ook in Vlissingen te vinden is.

## Ontwerpers
Architecten die opdracht tot het ontwerpen van een van de gebouwen aan de Zilverparkkade kregen zijn Erick van Egeraat, René van Zuuk, Bjarne Mastenbroek, Rob Bakelaar, Jeroen van Schooten, Pim van der Ven, Paul van Bussel, Habeon architecten en Harry Abels. 
Behalve de Zilverparkkade en het theater worden andere delen van het stadscentrum van Lelystad opnieuw ingericht. Ook hierbij worden veel verschillende architecten ingezet. Benthem Crouwel Architecten tekenden voor de Zilverparkgarage en weer een andere parkeergarage is ontworpen door Maakarchitectuur.